# Louis Braille
Louis Braille (pronunciación en francés: /lwi bʁɑj/; Coupvray, Sena y Marne, 4 de enero de 1809-París, 6 de enero de 1852) fue un pedagogo francés que diseñó un sistema de lectura y escritura para personas con discapacidad visual. Su sistema es conocido internacionalmente como sistema Braille, y es usado tanto en la escritura como en la lectura y la notación musical.
Pese a su prematura discapacidad, Louis Braille destacó en sus estudios y recibió una beca para el Institut National des Jeunes Aveugles. Todavía siendo un estudiante allí e inspirado por la criptografía militar de Charles Barbier, elaboró un código táctil específicamente diseñado para facilitar la lectura y la escritura de los alumnos con discapacidad visual de una forma mucho más rápida y eficaz, en comparación con los métodos existentes en aquel momento.

## Precedentes
A finales del siglo XVIII, Francia vivió profundos cambios políticos, sociales y culturales. Durante la Revolución Francesa de 1789 empezaron a producirse una serie de transformaciones que a su vez iban a ser decisivas para las personas con discapacidad. El régimen antiguo empezó a estremecerse y a resquebrajarse de tal manera, que se sucedieron nuevos cambios y aparecieron condiciones favorables para que algunos grupos, los cuales hasta entonces habían estado marginados de la sociedad, tuvieran acceso a la educación y a los derechos básicos de todos los ciudadanos. Hasta ese momento, la única atención que se había dado a las personas con discapacidad visual eran hospicios creados especialmente para ellos. A pesar de que a lo largo de la historia hubo personas con esta discapacidad que destacaron en el campo artístico, científico o incluso político, la mayoría fueron casos aislados de los que poco se sabe en la actualidad.
Valentin Haüy, un personaje erudito en el mundo de las letras que poseía cargos importantes en el ayuntamiento de París, en 1786 se interesó mucho por tratar de mejorar la situación de estas personas motivado a partir de una experiencia que él mismo describió. Haüy observó la penosa situación de un grupo de ciegos que, acogidos en el asilo Quinze-Vingt (fundado en 1269 por Luis IX), tocaban música en la calle para ganarse, a veces entre burlas y desprecios, alguna que otra limosna:

En septiembre de 1771, un café de la Feria de San Ovidio presentó una orquesta de diez ciegos, escogidos entre los que sólo tienen el triste y humillante recurso de mendigar su pan en la vía pública con ayuda de algún instrumento musical. Cuántas veces los oyentes se apresuran a ofrecer una limosna a esos desventurados, lamentando no poder hacerlo por admiración sino por el deseo de que cesara su pésima música. Habían sido disfrazados grotescamente; con túnicas y largos gorros puntiagudos. Les habían puesto sobre la nariz ridículos anteojos de cartón sin cristales. Y, colocados ante un pupitre con partituras y luces inútiles, ejecutaban un canto monótono: el cantante, los violines y el bajo repetían todos la misma melodía [...] Sí —me dije— arrebatado por un noble entusiasmo, convertiré en realidad esta farsa ridícula: haré leer a los ciegos, pondré en sus manos libros impresos por ellos mismos. Trazarán los caracteres y leerán su propia escritura. Por último haré ejecutar conciertos armoniosos.

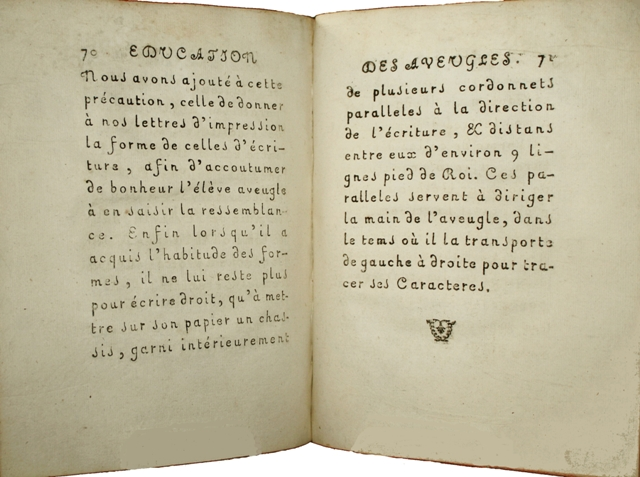
Método de escritura en relieve de Haüy

Haüy dedicó gran parte de su vida a la educación de estas personas. El encuentro en 1784 con la compositora y pianista Maria Theresia von Paradis, ciega desde los dos años de edad y que había aprendido por sí misma a leer textos y música palpando unos alfileres clavados en almohadones, reforzó en gran parte esta gran labor.
Haüy fundó en 1786 el Instituto de los Niños Ciegos, una de las primeras escuelas dedicadas a la educación de personas ciegas. Asimismo, empezó a diseñar un método de escritura en relieve que facilitaba el acceso a la lectura y escritura mediante la percepción táctil. Durante la Revolución Francesa, Haüy fue destituido como director de su Instituto y éste pasó a manos del Estado y se llamó Instituto de los Trabajadores Ciegos hasta que finalmente pasó a ser la sede del Instituto Nacional de Jóvenes Ciegos.

## Biografía

### Primeros años

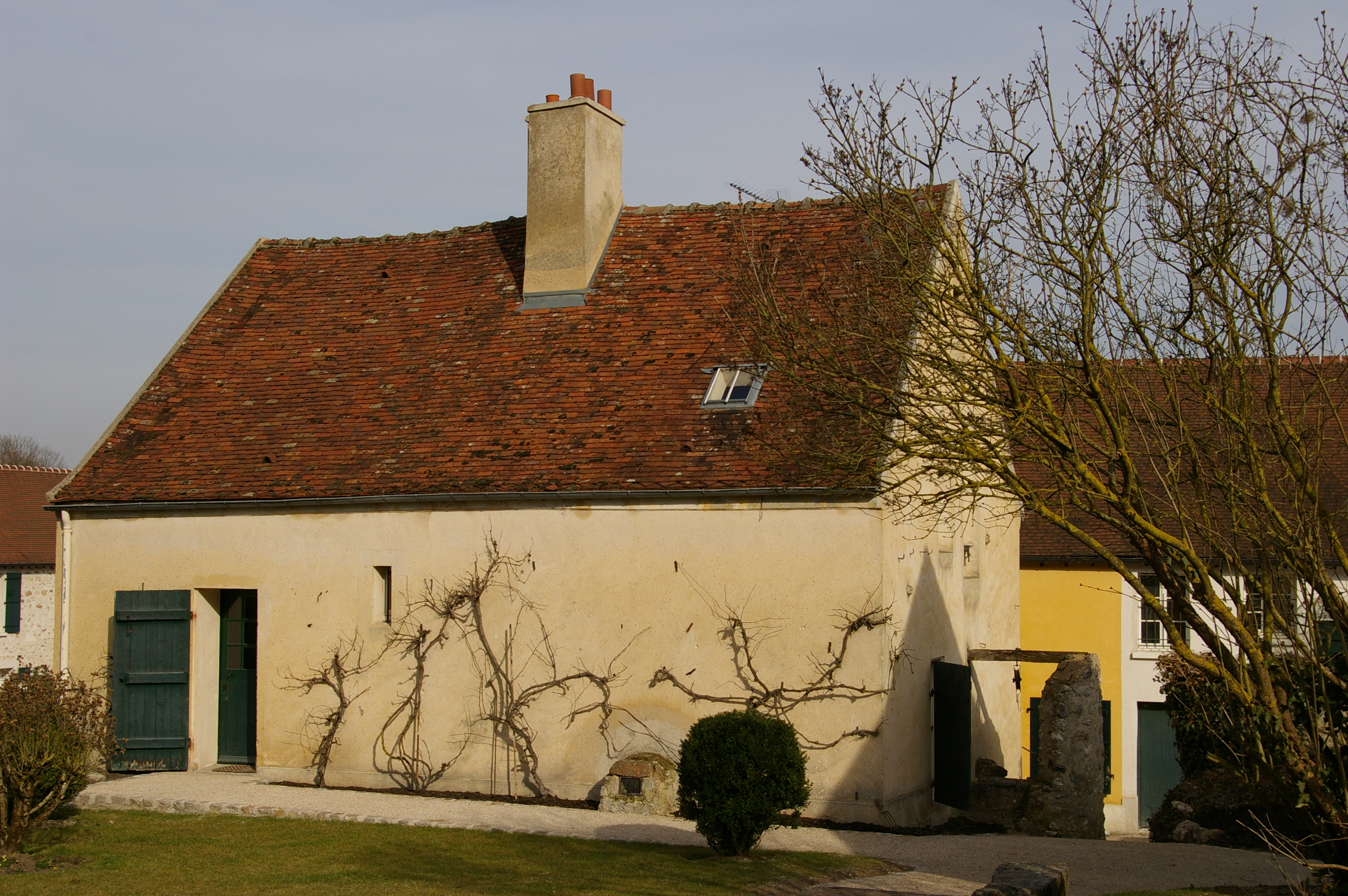
Lugar de nacimiento de Louis Braille en Coupvray

Braille nació en Coupvray, un pequeño pueblo situado a unos 40 kilómetros al este de París. Él y sus tres hermanos mayores –Monique Catherine Josephine Braille (n. 1793), Louis-Simon Braille (n. 1795), y Marie Céline Braille (n. 1797)– vivían con su madre, Monique, y su padre, Simon-René, en tres hectáreas de tierra y unos viñedos en el campo. La familia Braille fue una familia humilde, tradicionalmente dedicada a la talabartería. Louis fue el hijo menor de una familia formada por padres ya mayores y hermanos también mayores. Todo ello determinó un marco familiar muy especial, sobre todo al tratarse de un niño que perdió la vista a muy temprana edad. Es posible, pues, que ese carácter afable, cálido, persistente, atento y observador se debiera en gran parte a ese marco familiar que siempre estuvo tan presente en los primeros años de su infancia. A pesar de ser una familia con poca formación cultural y de escasos recursos demostraron tener una gran tenacidad y destreza para que Louis se desarrollara tal y como lo hacían los otros niños a su edad. No deja de ser notable el hecho de que, dadas las circunstancias, no tomara una actitud sobre-protectora ante su hijo debido a la discapacidad.
Simón-René, el padre de Louis, le enseñó a leer mediante tachas de tapicero con las que formaba las letras sobre una madera o sobre un trozo de cuero. Louis recorría esas marcas con sus dedos hasta aprender letras y palabras enteras. En 1818 los Braille enviaron a su hijo a la escuela de la villa con la misma naturalidad que lo hicieron con sus otros tres hijos. A pesar de que inicialmente su aprendizaje fuera mediante transmisión oral, el maestro de la escuela Antonie Bécheret se sorprendió al observar que Louis pudiera poseer una actitud tan predispuesta hacia el aprendizaje. En sus primeros años de estudiante logró una beca para ingresar en el Instituto Nacional para Jóvenes Ciegos de París que le permitió emprender sus estudios, puesto que su familia no tenía recursos para hacerse cargo de los gastos. A partir de entonces, empezaría un largo camino tanto de alumno como de profesor en aquel instituto.

### La discapacidad visual del joven Louis Braille
En el año 1812, Louis contaba con tan solo tres años de edad, y mientras jugaba en el taller de su padre tratando de imitarle, cogió un tranchete que este utilizaba para su trabajo y trató de cortar una correa con tal mala suerte que un pequeño accidente del cual no se tiene conocimiento exacto (un pedacito de cuero que le pudo saltar al ojo o bien la punta de la herramienta) le hirió el ojo derecho. La inflamación acabó por dañar también el ojo izquierdo, provocando una ceguera irreversible debida a una oftalmía simpática. Si dicha inflamación no es tratada a tiempo, la reacción autoinmune que se provoca en el ojo dañado acaba afectando al contralateral pudiendo causar una ceguera irreversible en ambos ojos. Teniendo presente el contexto y también la situación económica, era prácticamente imposible que no acabara afectando a ambos ojos y por eso Louis quedó  con esta discapacidad a los cinco años de edad.
Hay que tener presente que cuando la ceguera se produce antes de los cinco o seis años de edad, el niño no conserva prácticamente ninguna imagen visual clara, ni siquiera el recuerdo del rostro de sus familiares o el lugar en donde transcurrió su infancia. Además, el propio rostro pierde parte de su movilidad expresiva que surge como un efecto natural de la imitación espontánea de los niños en edades tempranas. A consecuencia de esto, existen algunas descripciones que todavía se conservan en las cuales algunos profesores de la Institución de Ciegos de París lo describen como una persona poco expresiva. Evidentemente, bajo esta apariencia exterior debido a la precocidad de su ceguera, existía una persona con unas grandes cualidades que poco a poco se irían descubriendo durante su estancia en el Instituto.

### El Instituto Nacional para Jóvenes Ciegos
Inicialmente, la Institución Real de Jóvenes Ciegos de París estaba constituida por distintos edificios que en su mayor parte estaban viejos y realmente poco acondicionados para recibir estudiantes. En esos edificios un centenar de jóvenes estudiantes con discapacidad visual, además del personal de servicio, tenían que vivir y trabajar en una casa en la cual había una capilla, una biblioteca, una imprenta, unas aulas para las clases de instrumento y un salón para los ejercicios públicos; además de las habitaciones de los alumnos que ahí residían como internados. El comedor de los alumnos era una galería con una escalera a cada extremo y el taller principal (el telar) era un patio cubierto, con lo cual se privaba de luz a los pisos bajos contiguos. Los talleres restantes se separaban con una simple balaustrada y las habitaciones daban unas con otras. También había un cuarto de baño que dejaba entrever unas pésimas condiciones higiénicas, además que solían bañarse solamente una vez al mes. De hecho, los propios informes de los médicos de aquella época nos ilustran una realidad de apariencia lejana pero cierta. En una de las intervenciones de Pierre Henri menciona uno de los informes realizados por un médico el 14 de mayo de 1838, y dice así: «Ayer fui a visitar el establecimiento de Jóvenes Ciegos y puedo aseguraros que no hay la menor exageración en la descripción de aquel lugar [...] ya que, ciertamente, no hay descripción que pueda daros idea de aquel local estrecho, infecto y tenebroso; de aquellos pasillos partidos en dos para hacer verdaderos cuchitriles que allí llaman talleres o clases; de aquellas innumerables escaleras tortuosas y carcomidas que, lejos de estar preparadas para desgraciados que sólo pueden guiarse por el tacto, parecen un reto lanzado a la ceguera de aquellos niños [...].»
Y otras consideraciones de los propios alumnos que llegan a completar este testimonio:

«Hoy día los ciegos no pueden formarse una idea exacta de las muchas humillaciones de este género por los cuales era preciso pasar en aquella época en que los videntes encargados de nuestra educación, ignoraban aún hasta qué punto puede llegar nuestra destreza, por lo que nos exigían cosas muy superiores a las que un ciego, por experto que sea, puede practicar».

En resumen, son éstas las condiciones en las que vivieron el joven estudiante y sus compañeros durante más de 15 años. La instalación de la escuela, sin embargo, se trasladó en el año 1843 a un nuevo edificio de París y las condiciones mejoraron, pero posiblemente el estado de salud de Louis Braille y la enfermedad de tuberculosis que le acompañó desde temprana edad ya se habían originado en las viejas instalaciones.

### Herencia
Braille empezó a destacar primero como alumno y después como maestro ideando asimismo su sistema de lectura y escritura conocido actualmente como sistema braille. Inicialmente los estudiantes del Instituto aprendían a leer y a escribir mediante el sistema de Valentin Haüy que consistía en predisponer las letras en relieve, a pesar de que a la práctica fueran poco agradecidas para el tacto. A Louis, sin embargo, este sistema le permitió leer muchos de los libros impresos que estaban en la biblioteca del Instituto. También aprendió a escribir a lápiz con la intención de poderse comunicar con los videntes. Para ello, empleaba moldes que contenían las letras vacías por cuyos bordes había que deslizar el lápiz. Aprendió de ese mismo modo matemática y geografía. En el caso de la notación musical, durante muchos años se prescindió del relieve para incorporar la enseñanza musical mediante la transmisión oral y su memorización.
Desde su ingreso demostró su capacidad para desarrollarse en distintas áreas como: gramática, retórica, historia, geometría, álgebra y sobre todo música, tanto en teoría como en práctica (aprendió a tocar el órgano, violonchelo y el piano). En el instituto, enseñó más de una materia y realizó algunos manuales de historia y aritmética para sus alumnos. De hecho, no solamente enseñó a ciegos sino también a niños videntes puesto que en ese momento el instituto admitía un determinado número de videntes a los que se les enseñaba gratuitamente a cambio de una cierta cooperación que se prestaba a los jóvenes ciegos, como por ejemplo ayudarlos a leer, a redactar o guiarlos al andar.
Braille poseía una gran capacidad reflexiva y metódica, era cercano con sus alumnos y conseguía despertar su interés, comprenderlos y aconsejarlos en los momentos más difíciles. Posiblemente esta capacidad de síntesis se deriva de los complicados procedimientos de escritura e impresión, puesto que tal y como él mismo decía «hemos de procurar expresar el pensamiento con el menor número posible de palabras».

### Los últimos años

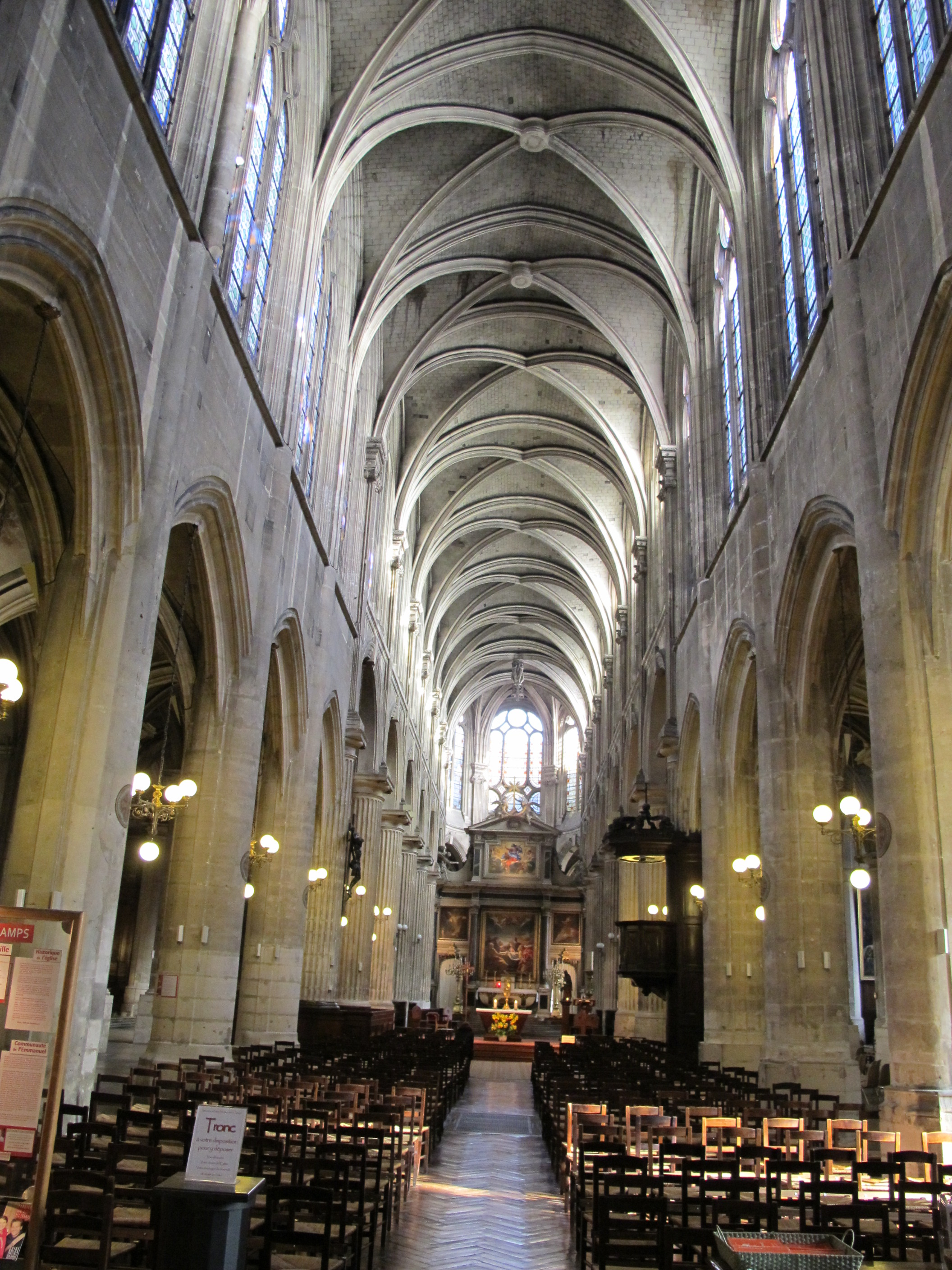
Interior de la iglesia de San Nicolás de los Campos de París, donde fue organista muchos años

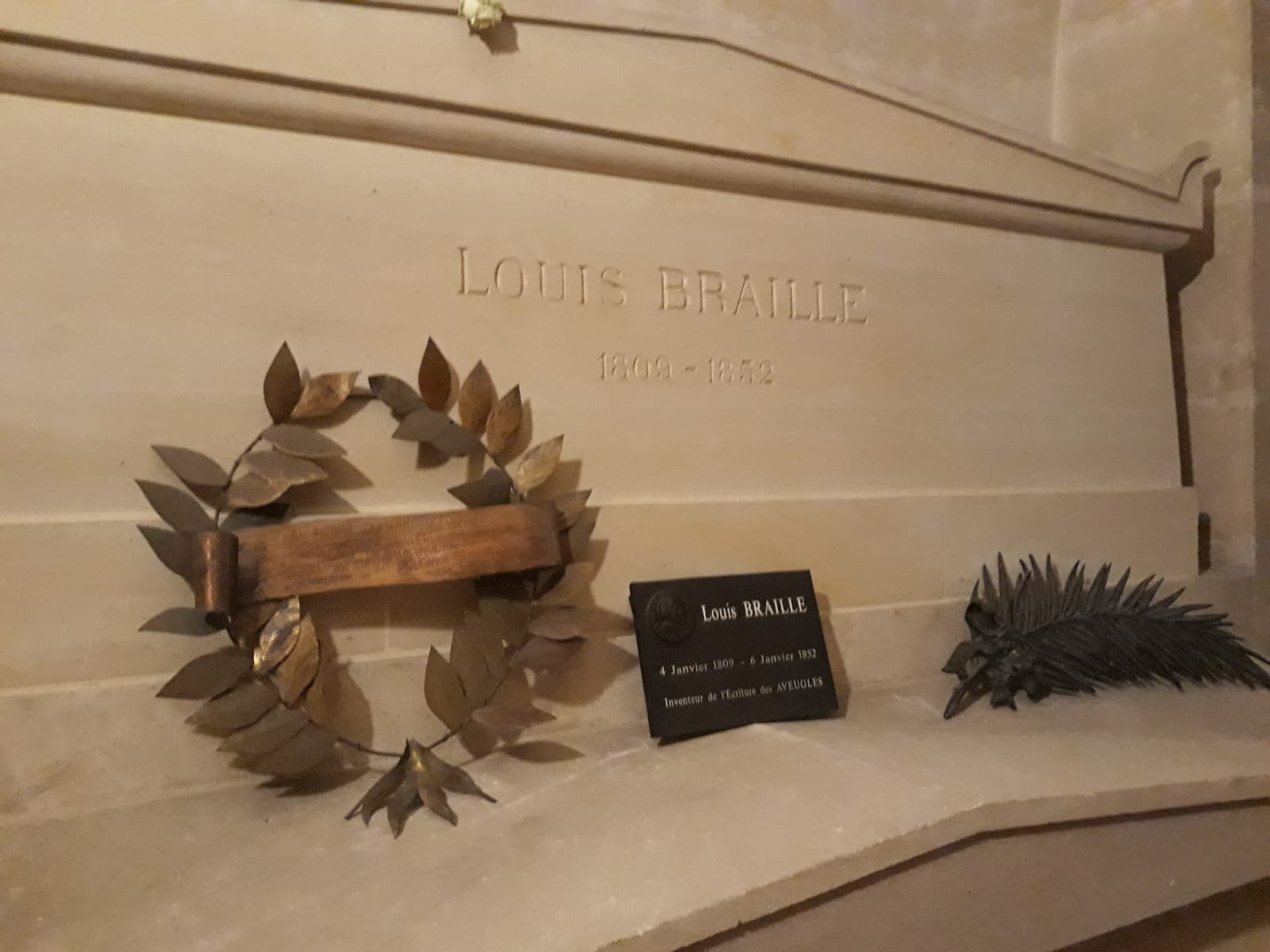
Sepultura de Louis Braille en el Panteón de París.

A partir de 1835 y debido a los primeros síntomas de tuberculosis se fue retirando progresivamente de sus enseñanzas hasta quedar encargado únicamente de las clases de música. De hecho, la profesión mencionada que aparece en su testamento es la de "profesor de música". En el año 1840 recibió clases de los mejores maestros: Mme. Van der Burch en el piano; Bénazet para el violonchelo y Mangues para el órgano. Braille fue organista durante muchos años en la iglesia de San Nicolás de los Campos de París. En el órgano, dice Cotalt, «su ejecución era exacta, brillante y desenvuelta, y presentaba bastante bien el aire de toda su persona».
Louis Braille murió a la edad de 43 años de tuberculosis, enfermedad que le había acompañado durante mucho tiempo y que probablemente se iniciara debido a las pésimas condiciones higiénicas existentes en el primer Instituto de Jóvenes Ciegos. El funeral se celebró en la capilla de la Institución Nacional y su cuerpo fue trasladado a su pueblo natal para ser enterrado en el pequeño cementerio de Coupray, al lado de su padre y su hermana que habían muerto años antes. Su ataúd se depositó allí el 10 de enero de 1852. En 1952 sus restos fueron trasladados al Panteón de París. Solo sus manos permanecieron enterrados en Coupray como un símbolo al sistema de lectura táctil que él inventó.

## Sistema braille
En 1825 Louis Braille ideó su sistema de puntos en relieve que aportaba a las personas ciegas una herramienta válida y eficaz para leer, escribir y facilitar el acceso a la educación, la cultura y la información.

### Los orígenes del sistema braille y su difusión

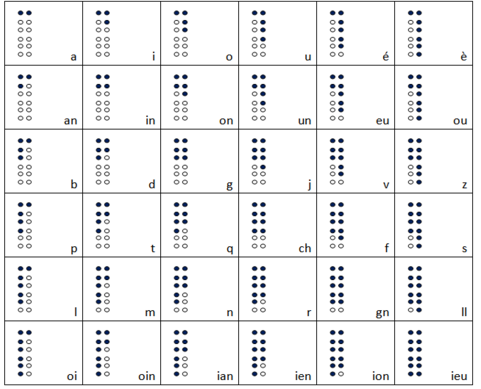
El Sistema Barbier

Durante los primeros años del siglo XIX existía una gran preocupación por encontrar un sistema de lectura que se adecuara a las necesidades de las personas con discapacidad visuales. De hecho, años antes el sacerdote italiano Francesco Lana de Terzi en su libro Prodromo introdujo un alfabeto nuevo de invención propia para la gente ciega, basado en signos (guiones) que podían ser reconocidos por el tacto.
También Haüy ya había tratado de solucionar este problema reproduciendo las letras en altorrelieve, no obstante eso suponía una lenta y complicada tarea. En abril de 1821 Braille conoció el sistema de Barbier. Su creador, Charles Barbier, siempre había mostrado un especial interés y una gran dedicación al estudio y la experimentación de los sistemas de lectura y uno de sus objetivos primordiales era mejorar las comunicaciones del ejército Francés durante aquellos años. De esa manera generó un código cifrado que llamó «escritura nocturna» y que serviría para que los oficiales en campaña pudiesen redactar mensajes encriptados en la oscuridad y además poder descifrarlos con los dedos.

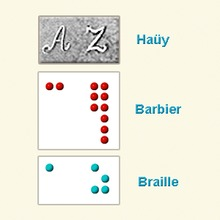
Comparación entre el sistema de Haüy, Barbier y Braille

Dicha escritura presenta una serie de virtudes que posteriormente serían tomadas y desarrolladas en el sistema de Louis Braille. La primera es el empleo del punto como el elemento clave para generar el código de lectura táctil (a diferencia del altorrelieve hasta ahora empleado) y la segunda, es el hecho de que no emplea la letra común sino que genera otras representaciones. A pesar de estas ventajas el sistema también tenía ciertos inconvenientes: en el sistema de Barbier no se representa el alfabeto sino grupos de sonidos de la lengua francesa. Además, la base constaba de un elevado número de puntos que dificultaba una rápida lectura mediante el tacto. La sonografía de Barbier se empleó en el instituto durante escasos años hasta quedar prácticamente desplazada por el sistema de Braille, a pesar de que inicialmente este último no fuera aceptado en el Instituto.
Posiblemente durante el año 1825, los alumnos más avanzados del Instituto que emplearon entusiasmados el sistema ideado por Barbier, comenzaron a reflexionar y discutir acerca de posibles mejorías de ese nuevo sistema. Es probable, pues, que entre todos tratasen de perfeccionar la sonografía dado el indiscutible interés que tenían. Este interés no consistía solamente en aprender un sistema que les permitiera agilizar su capacidad de lectura y escritura, sino también consistía en mostrar lo que eran capaces de realizar a una sociedad con tantísimos prejuicios frente a la comunidad invidente. Estos alumnos debían tener su alfabeto y posiblemente Braille fue el joven estudiante que acabó por encontrar la fórmula que le permitió perfeccionar ingeniosamente el sistema ideado por Charles Barbier. A diferencia de Barbier, fue posiblemente el hecho de que Braille fuera ciego el que dotaría a éste de una mayor «intuición psicológica» y trató de generar un signo hecho de puntos que pudiese formar una imagen bajo el dedo, convirtiendo en sintética la lectura táctil.

### Particularidades del sistema Braille
Antes de los 30 años, Louis había ideado un sistema que se adecuaba perfectamente a las características de la percepción táctil a nivel psicológico, estructural y fisiológico. El signo braille, compuesto por un máximo de seis puntos, se adapta perfectamente a la yema del dedo y esto produce que la persona lo pueda aprender en su totalidad, transmitido como una imagen al cerebro. Este sistema consta de 63 caracteres formados de uno a seis puntos y que al ser impresos en relieve en papel permiten la lectura mediante el tacto. Así mismo, los caracteres que integran el sistema, que Braille publicó en 1829 y 1837, están adaptados a la notación musical, facilitando así su comprensión.
Inicialmente el sistema encontró una fuerte oposición e incluso se llegó a prohibirlo durante muchos años en aquel Instituto. Muchos maestros consideraron que dicho sistema, al ser distinto al empleado por los videntes, generaba aislamiento y segregación de cara al alumnado discapacitado. Esta argumentación no deja de parecer en muchas ocasiones una excusa para justificar que personas videntes (sobre todo profesores del Instituto) no emplearan su tiempo en aprender un código totalmente distinto de la escritura convencional. De hecho, fueron las personas ciegas las que defendieron e impulsaron el sistema, sin lugar a dudas los más indicados para decidir sobre esta cuestión.
Hay muchas anécdotas que han sobrevivido a aquellos años en los cuales se prohibió el sistema. Por ejemplo muchos alumnos y algunos profesores ciegos del Instituto lo emplearon de forma clandestina escribiendo cartas y copiando textos que luego serían mostrados a los demás y así sucesivamente. De ese modo en 1844, gracias a la presión ejercida por parte de esos grupos y coincidiendo con la inauguración del nuevo edificio del Instituto en el Boulevard des Invalides de París, el director reivindicó el sistema realizando un homenaje a su inventor. En 1853, un año después de la muerte de Braille, el sistema fue aceptado oficialmente por las Instituciones y por tanto su autor nunca llegó a ser reconocido oficialmente mientras vivía.
El sistema Braille, originado en Francia, utilizó muchos símbolos correspondientes a las 64 combinaciones de los seis puntos para representar acentos especiales correspondientes al francés. Al emplearse en otros idiomas, las combinaciones de puntos braille cambian de significado. Por ejemplo, el punto final y el signo de mayúscula cambian del español al inglés. Asimismo, Braille y su amigo Pierre Foucault llegaron a desarrollar una máquina de escribir para que fuera aún más fácil la producción de textos en Braille: el ratígrafo.

## La música y el sistema de notación musical en Braille

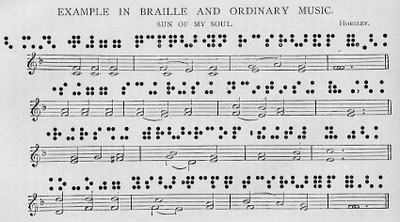
Partitura en notación musical en braille

La música tuvo un especial lugar en la vida de Louis Braille. Durante toda su vida se dedicó a dar clases de música y también fue un instrumentista notable. Asimismo, ideó un sistema de notación musical en braille (Signografía Musical Braille, actualmente conocido como musicografía) para personas con discapacidad visual y estudió también las posibles formas de comunicación entre la escritura musical en tinta y en relieve con la intención de que pudieran ser empleados e intercambiados de forma recíproca entre personas videntes y discapacitadas. Debemos tener presente que durante la década del siglo XVIII e incluso a principios del XIX era habitual identificar la ceguera con la mendicidad, cosa que provocó que durante muchos años se eliminara la enseñanza musical de los programas escolares para evitar su parentesco.

## Homenajes
En 1952, un siglo después de su muerte, sus restos fueron trasladados a la capital francesa y enterrados en el Panteón de París.
En 1999, el asteroide (9969) Braille fue nombrado en honor de Louis Braille. 
Bélgica e Italia emitieron sendas monedas conmemorativas de 2 euros en 2009 para celebrar el 200.º aniversario de su nacimiento.